# Jan Peter Teeuw
Jan Peter Teeuw (5 juli 1987) is een Nederlands organist, dirigent en musicus.

## Loopbaan
Teeuw kreeg op achtjarige leeftijd zijn eerste orgellessen bij Johan den Hoedt en studeerde later bij Arjen Leistra. Hij werd op 14-jarige leeftijd benoemd tot organist van zorgcentrum Sonneburgh in Rotterdam. Daarnaast voert hij als koorbegeleider vele concerten uit en werkt hij mee aan cd-opnames. Als arrangeur bewerkte hij muziekstukken van onder andere W.A. Mozart, J.S. Bach en G.F. Handel, en was de eerste Nederlander die vierhandige arrangementen publiceerde bij de gerenommeerde Duitse uitgever Butz Verlag. Daarnaast componeert hij zelf ook. Hij publiceerde onder andere de series Koraalbewerkingen voor orgel (12 delen), Psalmen voor orgel (6 delen) en Glory (12 delen). Ook schreef hij twee oratoria: 'De belofte vervuld' (2017) en 'Totdat Hij komt...!' (2022). Hij is als organist verbonden aan de Singelkerk, de Wilhelminakerk en de Christus is Koningkerk in Ridderkerk en is dirigent van Chr. Koor 'Rejoice'. 
Naast zijn muzikale loopbaan is Teeuw werkzaam in het basisonderwijs als onderwijsadviseur voor de Gouwe Academie en directeur van de christelijke basisschool "de Bron" in Molenaarsgraaf.

## Discografie (selectie)

### Orgel
- Improvisaties (Boezemkerk, Ridderkerk-Bolnes)
- Improvisaties - deel II (Koepelkerk, Purmerend)
- Concert in de koepelkerk (Koepelkerk, Leeuwarden)
- 50 jaar Orgelzaal Booy
- Ouverture i.s.m. Marien Stouten
- Vierhandig orgelconcert i.s.m. Marien Stouten

### Koor
- De Belofte Vervuld
- De Heer' is mijn Herder
- Een nieuw gezang
- Mannenzang Hoeksche Waard
- My Lord, what a Morning
- To God be the glory
- Van Liefde ongekend
- De belofte vervuld

### Instrumentaal (selectie)
- Instrumentale Psalmbewerkingen
- Glory I
- Glory II
- Con Brio!
- Take Five
- Take Five Part Two
- Take Five Wintertime
- Tricolore
- Tricolore II
- Leon in Concert
- Leon in Concert volume II
- L3ON in Concert
- Leon in Concert volume IV
- Sortie IV
- Con Espressione
- Joyfull

## Bladmuziek (selectie)
Jan Peter Teeuw componeerde en arrangeerde vele tientallen werken. Hieronder een overzicht van alle gepubliceerde werken.

### Orgel - Koraalbewerkingen
Koraalbewerkingen voor orgel deel 1
- Ere zij aan God de Vader
- God die leven hebt gegeven
- Halleluja, eeuwig dank en ere

Koraalbewerkingen voor orgel deel 2
- Psalm 16
- Psalm 23
- Psalm 31
- Psalm 130

Koraalbewerkingen voor orgel deel 3
- Psalm 13
- Psalm 81
- Psalm 100
- Psalm 123

Koraalbewerkingen voor orgel deel 4 (Kerst)
- Eer zij God in onze dagen
- Nu zijt wellekome
- Lofzang van Simeon

Koraalbewerkingen voor orgel deel 5
- Als ik Hem maar kenne
- Here Jezus, om Uw woord
- God in de hoog' alleen zij d' eer
- Zegen ons, Algoede

Koraalbewerkingen voor orgel deel 6 (Pasen)
- Mijn Verlosser hangt aan 't kruis
- Jezus, om Uw lijden groot
- De Heer is waarlijk opgestaan
- Jezus is ons licht en leven

Koraalbewerkingen voor orgel deel 7
- Psalm 40
- Psalm 47
- Psalm 62
- Psalm 98

Koraalbewerkingen voor orgel deel 8
- Psalm 7
- Psalm 52
- Psalm 147

Koraalbewerkingen voor orgel deel 9
- Heer, ik kom tot U
- Liefde Gods, die elk beminnen
- Wilt heden nu treden
- Heugelijke tijding

Koraalbewerkingen voor orgel deel 10
- Psalm 12
- Psalm 42
- Psalm 71
- Psalm 143

Koraalbewerkingen voor orgel deel 11 (Oud en Nieuw)
- Uren, dagen, maanden, jaren
- O God, Die droeg ons voorgeslacht
- Wat de toekomst brenge moge

Koraalbewerkingen voor orgel deel 12
- Lichtstad met uw paar'len poorten
- Blijf bij mij, Heer
- Ga met God en Hij zal met je zijn

Alle eer en alle glorie (Bewerkingen bij het Nieuwe Liedboek - deel 1)
- Lied 103e, 263, 280, 305, 342, 418, 802, 835, 970, 1014

Geprezen zij God (Bewerkingen bij het Nieuwe Liedboek - deel 2)
- Lied 23c, 150a, 216, 268, 377, 389, 416, 425, 725, 836

Zou ik niet van harte zingen (Bewerkingen bij het Nieuwe Liedboek - deel 3)
- Lied 210, 281, 348, 601a, 903, 911, 978a, 985, 993, 1005

Advent en Kerst
- Hoe zal ik U ontvangen
- Nu daagt het in het oosten
- Lofzang van Zacharias

Ik zeg het allen dat Hij leeft (Bewerkingen voor Passie en Pasen)
- Alles wat over ons geschreven is
- Jezus, leven van mijn leven
- Leer mij, o Heer, Uw lijden recht betrachten
- Christus, onze Heer, verrees
- Daar juicht een toon
- Ik zeg het allen dat Hij leeft
- O hart, spring op van vreugde
- U zij de glorie

Verwacht de komst des Heren
- Variaties en Finale

Psalmen voor orgel deel 1
- Psalm 25
- Psalm 30
- Psalm 98
- Psalm 119
- Psalm 134
- Psalm 140

Psalmen voor orgel deel 2
- Psalm 6
- Psalm 31
- Psalm 39
- Psalm 89
- Psalm 103

Psalmen voor orgel deel 3
- Psalm 65
- Psalm 68
- Psalm 86
- Psalm 94
- Psalm 101

Psalmen voor orgel deel 4
- Psalm 32
- Psalm 90
- Psalm 118
- Psalm 121
- Psalm 141

Psalmen voor orgel deel 5
- Psalm 21
- Psalm 108
- Psalm 119
- Psalm 132
- Psalm 150

Psalmen voor orgel deel 6
- Psalm 27
- Psalm 61
- Psalm 72
- Psalm 96
- Psalm 142

Korte Psalmvoorspelen deel 1
- Korte voorspelen over de psalmen 6, 9, 17, 19, 24, 25, 37, 38, 40, 47, 53, 62, 65, 72, 79, 87, 89, 92, 97, 103, 108, 122, 139, 141 en 147.

Korte Psalmvoorspelen deel 2
- Korte voorspelen over de psalmen 5, 8, 23, 25, 27, 33, 34, 43, 46, 48, 68, 73, 75, 79, 84, 85, 86, 98, 100, 108, 109, 117, 119, 130  en 146.

Korte Psalmvoorspelen deel 3
- Korte voorspelen over de psalmen 2, 3, 10, 21, 22, 29, 40, 42, 54, 68, 80, 81, 87, 89, 95, 97, 98, 103, 104, 116, 119, 121, 124, 141 en 145.

Korte Psalmvoorspelen deel 4
- Korte voorspelen over de psalmen 1, 4, 7, 13, 16, 26, 31, 37, 41, 44, 45, 56, 85, 90, 93, 99, 101, 105, 107, 110, 111, 112, 128, 134 en 136.

Koraalfantasie Psalm 56

### Orgel - Arrangementen
Drie klassieke werken voor orgel
- Canon in D - J. Pachelbel
- Menuet - C.W. von Glück
- Valse Triste - J. Sibelius

Largo - vier arrangementen voor orgel
- Romanza - C.M. Widor
- Elégy - J. Massenet
- Aria - G.F. Händel
- Largo 'Dies Irae' - I.I. Kryjanowski

Allegro Molto - W.A. Mozart
uit: Symfonie no. 40.
Gearrangeerd voor orgel (vierhandig) door Jan Peter Teeuw
Pomp and Circumstance march no. 4 - E. Elgar
Opus 39.4
Gearrangeerd voor orgel (vierhandig) door Jan Peter Teeuw
Concerto in d - J.S. Bach
BWV 1043
- Vivace
- Largo ma non tanto
- Allegro

Gearrangeerd voor orgel (vierhandig) door Jan Peter Teeuw

### Orgel - Orgelklanken
Gepubliceerd in de serie 'Orgelklanken' van muziekuitgeverij Willemsen.
- Ik kniel aan Uwe kribbe neer (OK 43)
- O kom, o kom, Immanuël (OK 49)
- O, leidt mijn blindheid bij de hand (OK 56)
- Psalm 148 (OK 56)
- Veni Creator Spiritus (OK 64)
- Overwinnaar, grote Koning (OK 70)
- De schapen alle honderd (OK 77)
- Adore te Devote (OK 84)
- Meester, men zoekt U wijd en zijd (OK 92)

### Instrumentaal
Koraalbewerkingen (voor orgel en fluit)
- Wees stil voor het aangezicht van God
- De Heer is mijn Herder
- Komt, laat ons zingen al te saâm
- Neem mijn leven, laat het Heer

Kerstbewerkingen (voor orgel en fluit)
- Joy to the world
- In de stad van koning David
- Looft God, gij christ'nen, maakt Hem groot
- Ere zij God
- Op U, mijn Heiland, blijf ik hopen (naar Jan Zwart)

Passie en Pasen (voor orgel en fluit)
- Leer mij, o Heer, Uw lijden recht betrachten
- Als ik het wond're kruis aanschouw
- Erbarme Dich (J.S. Bach / arr. J.P. Teeuw)
- Daar juicht een toon
- Kondig het jubelend aan

Eeuwen geleden (instrumentale kerstmuziek)
- Daar is uit 's werelds duist're wolken
- Stille nacht
- Midden in de winternacht
- Eeuwen geleden
- Komt allen tezamen

In naam van Oranje (voor orgel, fluit en optioneel trompet(ten))
- In een blauw-geruite kiel
- Gelukkig is het land
- In naam van Oranje
- Medley van vaderlandse liederen

Instrumentale Psalmbewerkingen deel 1
- Psalm 8
- Psalm 121
- Psalm 134

Instrumentale Psalmbewerkingen deel 2
- Psalm 105
- Psalm 146

Instrumentale Psalmbewerkingen deel 3
- Psalm 25
- Psalm 118
- Psalm 139

Instrumentale Psalmbewerkingen deel 4
- Psalm 42
- Psalm 81
- Psalm 116

Glory deel 1
- Psalm 99
- God zij met ons deze dag en nacht
- Er komen stromen van zegen

Glory deel 2
- Op bergen en in dalen
- Psalm 26
- Wees mijn verlangen

Glory deel 3
- Prijs, mijn ziel, de Hemelkoning
- Psalm 68
- Als een hert

Glory deel 4
- Heer, onze God, hoe heerlijk is Uw Naam
- Psalm 100
- In het begin lag de aarde verloren

Glory deel 5
- Psalm 122
- O mijn ziel, houdt goede moed
- Soms groet een licht van vreugde

Glory deel 6
- Werk, want de nacht zal komen
- O Heer, die onze Vader zijt
- Psalm 52

Glory deel 7
- Geprezen zij de Heer
- Hoger dan de blauwe luchten
- Psalm 33

Glory deel 8
- Psalm 84
- Wie maar de goede God laat zorgen
- Dank U voor deze nieuwe morgen

Glory deel 9 (Advent en Kerst)
- Heft op, uw hoofden, poorten wijd
- Psalm 2
- Kerstfantasie

Glory deel 10 (Passie en Pasen)
- O hoofd bedekt met wonden
- Jezus, leven van mijn leven
- Paasfantasie

Glory deel 11 (Hemelvaart en Pinksteren)
- Psalm 47
- Heilige Geest van God
- Ja, de Trooster is gekomen

Glory deel 12 (Toekomst en Wederkomst)
- Daarboven juicht een grote schaar'
- 'k Ben reizend naar die stad
- Jezus leeft in eeuwigheid

De mooiste liederen uit Joh. de Heer - deel 1
- Dat ons loflied vrolijk rijze
- Leer mij Uw weg, o Heer
- Er klinkt een lied van hemelglorie

De mooiste liederen uit Joh. de Heer - deel 2
- Ik wandel in het licht met Jezus
- Elk uur, elk ogenblik
- Kom tot uw Heiland

De mooiste liederen uit Joh. de Heer - deel 3
- Daar ruist langs de wolken
- Welk een Vriend is onze Jezus
- Ik zie een poort wijd open staan

De mooiste liederen uit Joh. de Heer - deel 4
- Veilig in Jezus' armen
- Vat mijne hand
- Jezus, mijn Heiland